# Ampeg
Ampeg est une société américaine d'instruments de musique et d'amplificateurs. Elle est principalement connue pour ses amplis de basse dont les plus connus sont ceux de la série SVT.

## Historique
Ampeg a été fondé en 1946 par Everett Hull et Stanley Michaels, à l’époque sous le nom de « Michael-Hull Electronic Labs ». Everett Hull, alors contrebassiste, songe à créer un système lui permettant d’amplifier son instrument. Il s’associe avec Stanley Michaels, et conçoivent tous deux un prototype de pied amplifié,  accueillant la perche de la contrebasse et relié à un ampli de 25 watts nommé « amplified peg » et vite surnommé « Ampeg ». Depuis, Ampeg est rapidement rentré dans l’histoire de la musique.
Son premier produit est un micro "pickup" pour contrebasse. En 1956 elle prend le nom de "The Ampeg Company" puis "The Ampeg Company, Inc.". En 1962 elle déménage à Linden, New Jersey. En 1971 elle est rachetée par Magnavox, puis en 1980 par Music Technology, Inc (MTI).
Ampeg a son siège social à Woodinville dans l'état de Washington.

## Modèles
En 1949, Ampeg sort l'ampli Super 800 Bassamp.
En 1959 sort l'Ampeg Jet 12, utilisé en particulier par B. B. King, puis en 2006 par Loud. Enfin, depuis mai 2018, la marque appartient à Yamaha Music Group.
En 1969, Ampeg présente au salon NAMM de Chicago son amplificateur SVT (Super Vacuum Tube).  S'imposant rapidement comme une référence en matière d’ampli basse, de nombreux bassistes utilisent la série SVT.

## Galerie

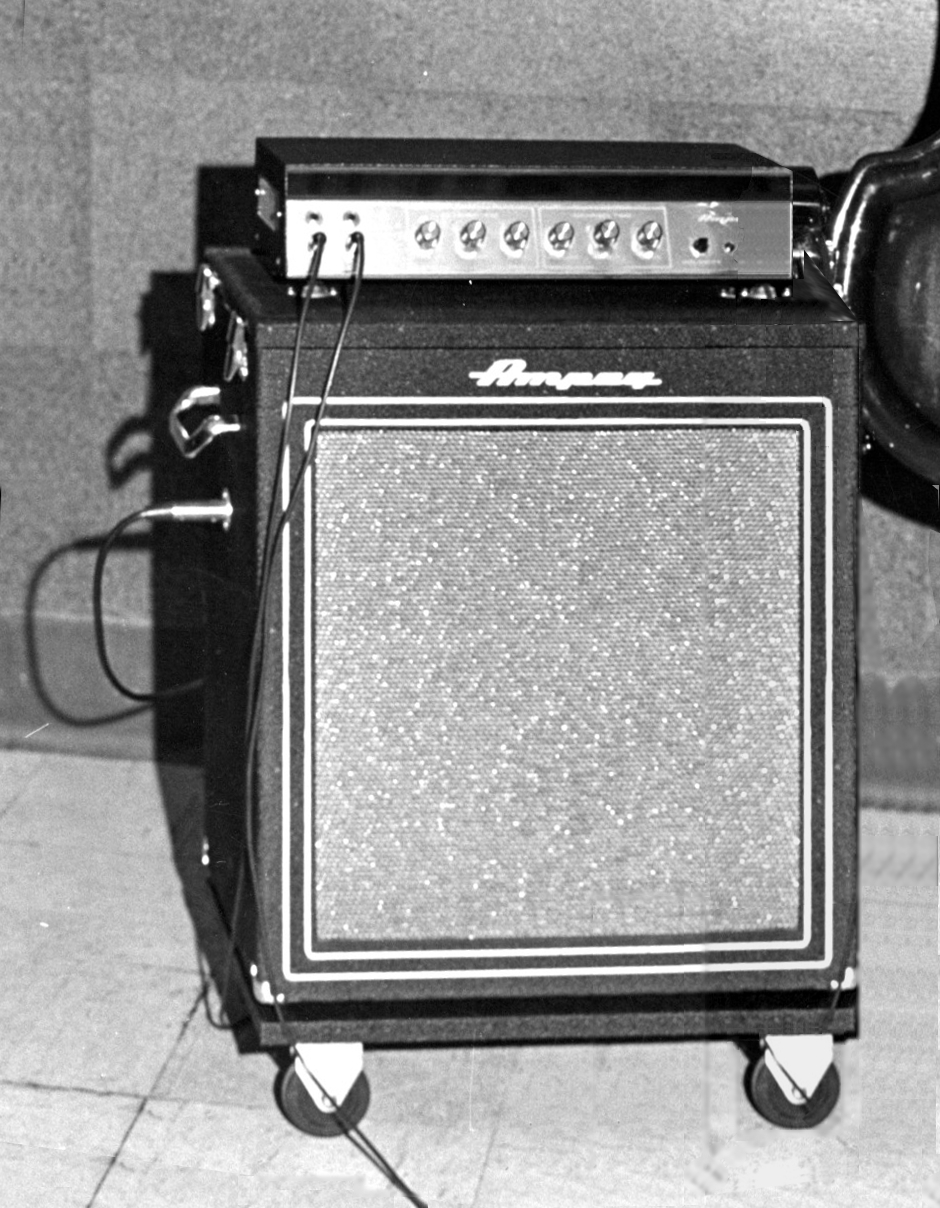
Ampli basse B15
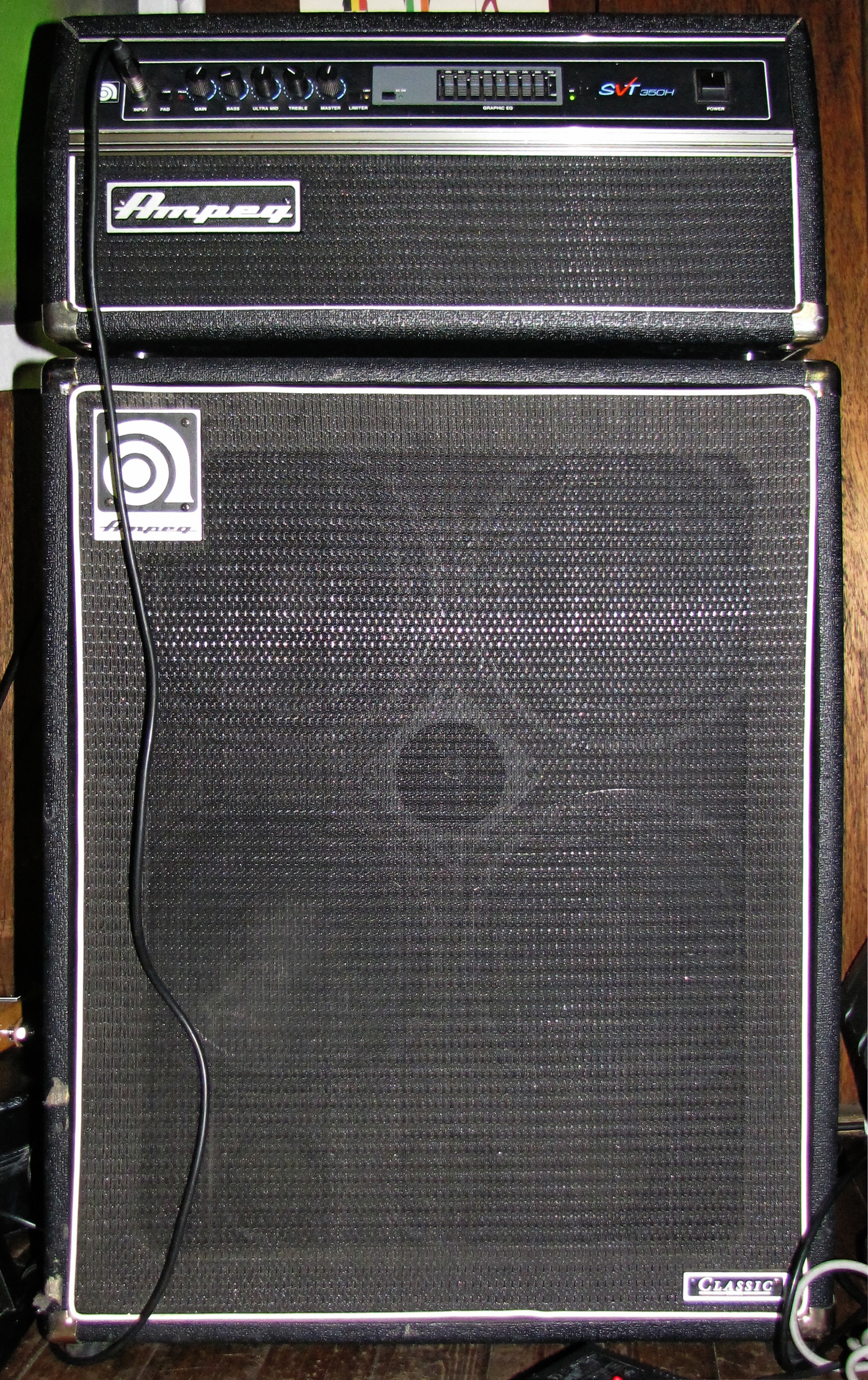
Ampli SVT-350H
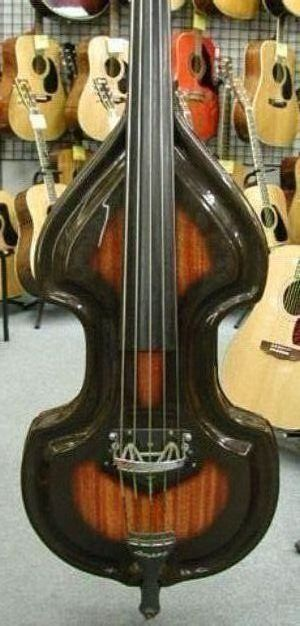
Basse 5 cordes
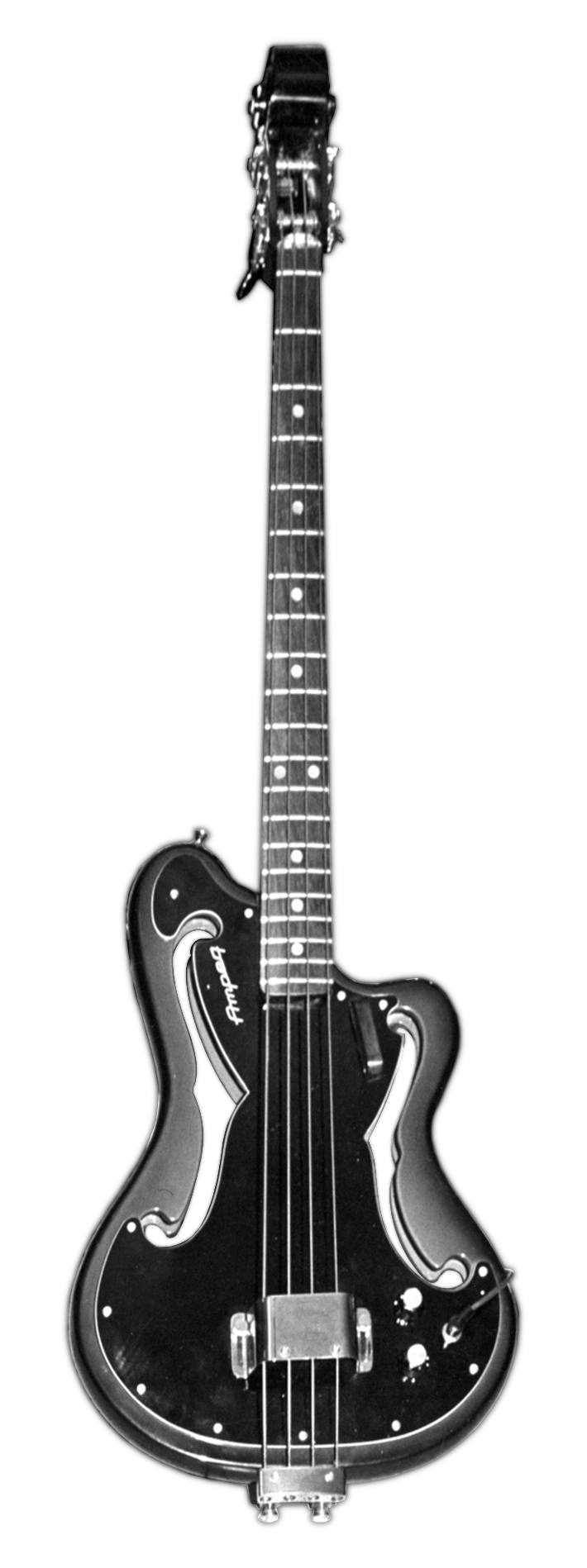
Basse AEB-1
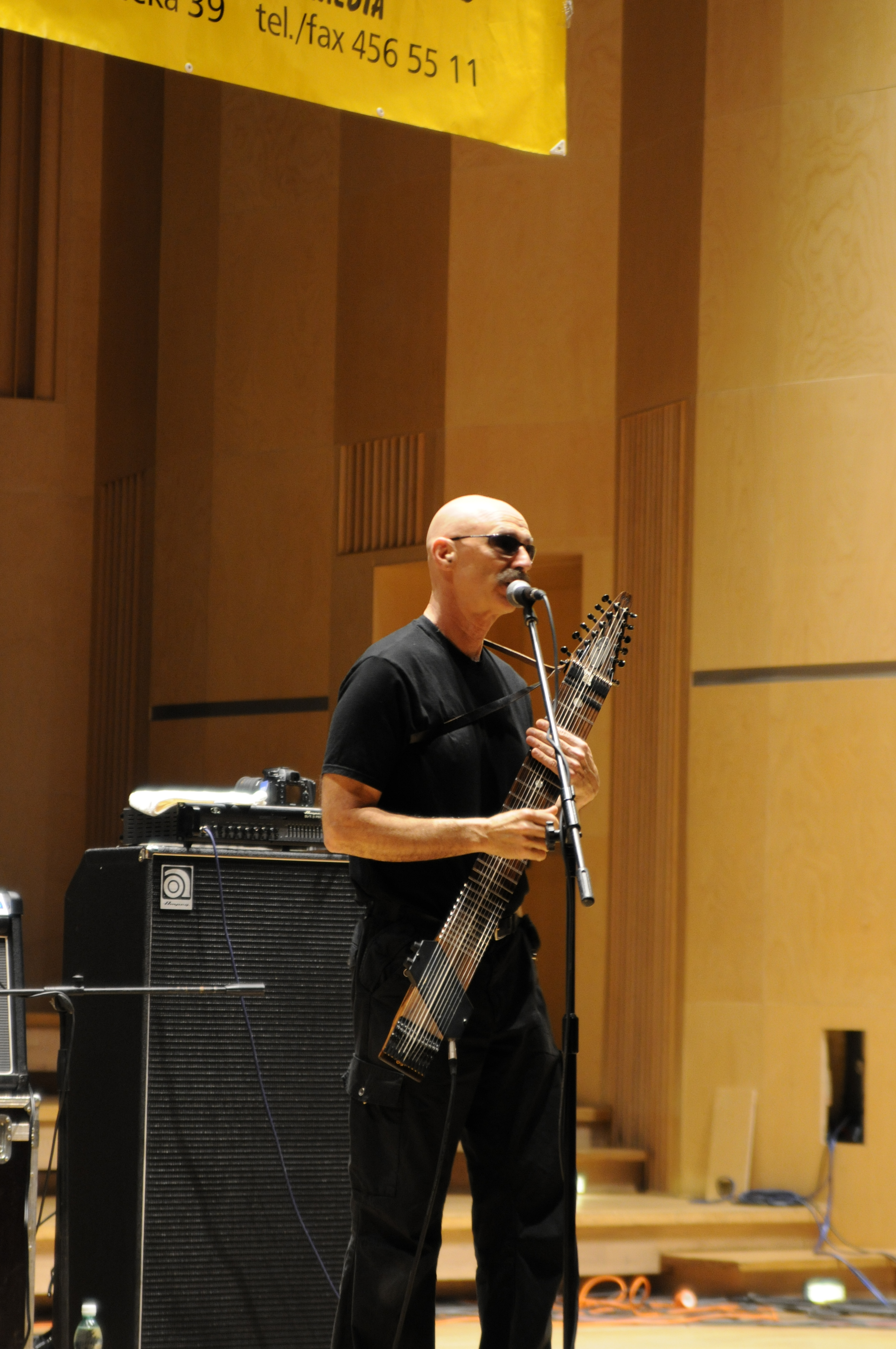
Tony Levin avec un ampli Ampeg SVT-610